# Digitaria mezii
Digitaria mezii är en gräsart som beskrevs av Ryozo Kanehira. Digitaria mezii ingår i släktet fingerhirser, och familjen gräs. Inga underarter finns listade i Catalogue of Life.